# Geißstein (Zeilberge)
Der Geißstein ist eine Rhätsandsteinformation in den Zeilbergen (Naturpark Haßberge) am Rand von Altenstein in Unterfranken. Der mächtige Felsstock wird durch einen Wanderweg (Burgen und Schlösserweg) erschlossen, der weiter zur Ruine Altenstein führt. Die Zeilberge werden durch das Weisachtal von den eigentlichen Haßbergen getrennt, werden aber heute zu dem Hügelland Haßberge gerechnet. Das Felsmassiv stammt aus dem oberen Trias (ca. 205 Millionen Jahre).

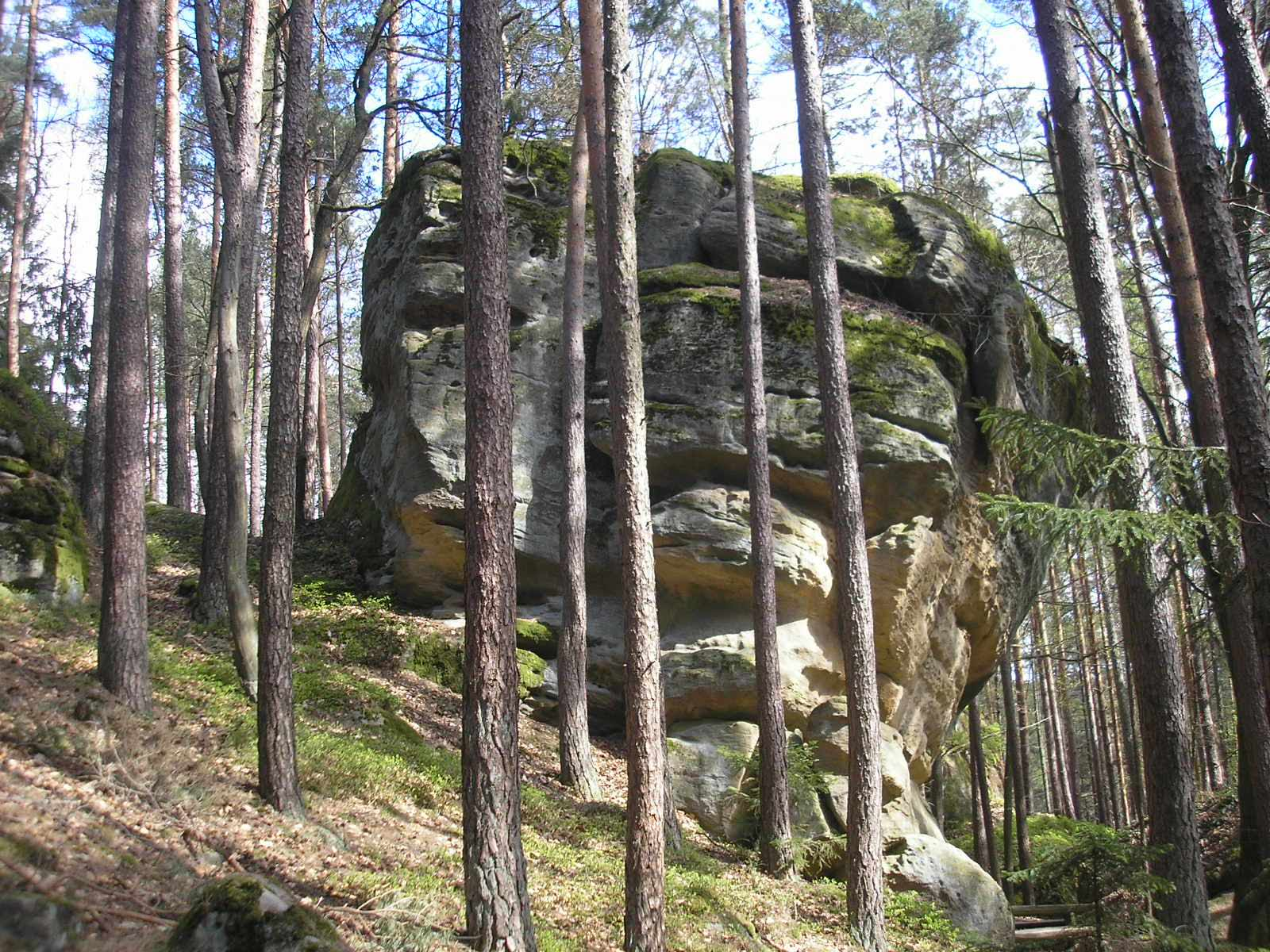
Der Felsen Geißstein bei Altenstein

## Beschreibung
Der Wanderweg führt in der Nähe des Sportplatzes steil nach unten und durchquert den Geißstein und einige kleinere Blöcke, um dann zum Felsenlabyrinth Diebskeller zu führen. Zwei Bänke und ein Tisch laden zur Rast ein. Durch seine Lage am Hang ist der Geißstein eindrucksvoll und mächtig.